# 冰川学

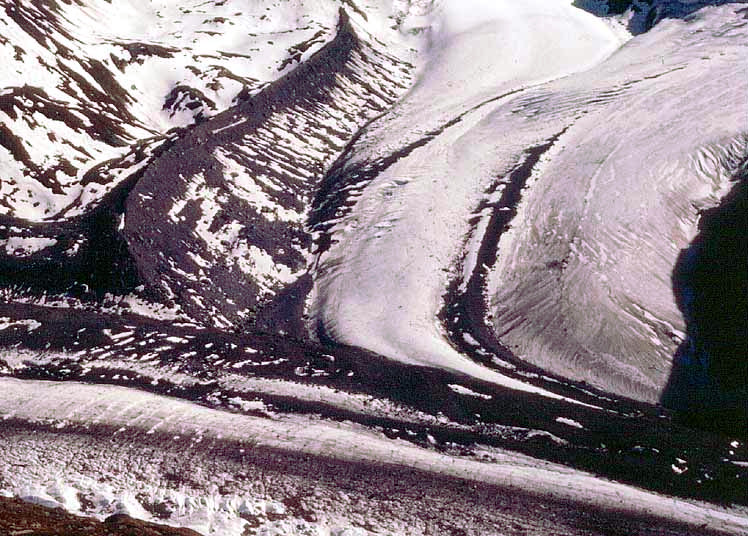
在冰川上的侧冰碛加入Gorner冰川，位于瑞士阿尔卑斯山的采尔马特市。 冰碛是图像左上角四分之一的碎片。

冰川学（英語：Glaciology）是研究地球表面各种自然冰体的一门学科。自然冰体的范围包括山岳冰川、大陆冰盖、海冰以及河冰、湖冰、地下水、季节性结冰等。早期的冰川学是仅仅对于冰川的科学研究，现已扩展到研究更加普遍的一切与冰有关的自然现象。
冰川学是一门跨学科的地球科学，集地球物理学，地质学，自然地理学，地貌学，气候学，气象学，水文学，生物学和生态学于一体。 冰川对人类的影响包括人文地理学和人类学领域。 月球，火星，木卫二和冥王星上的水冰的发现为这个领域中增添了一个外星的成分，成为“天体冰川学(astroglaciology)”。

## 概要
冰川是由积雪长时间积累形成的延伸冰块; 冰川移动非常缓慢，无论是从高山下降，如在山谷冰川中，还是从积累中心向外移动，如在大陆冰川中。
冰川学中的研究领域包括冰川历史和过去冰川的重建。 冰川学家是研究冰川的人。 冰川地质学家研究景观中的冰川沉积物和冰川侵蚀特征。 冰川学和冰川地质学是极地研究的关键领域。

## 冰川区域
- 积聚区—冰的形成速度快于冰的清除速度。
- 消融区（或流失区）--当冰川融化、崩塌和蒸发（升华）的总和大于每年增加的雪量时。

## 冰川平衡线和ELA
冰川平衡线是上方冰川积聚区与下方冰川消融区的分界线。平衡线海拔高度（ELA）及其逐年变化是衡量冰川健康状况的关键指标。对平衡线海拔高度的长期监测可作为氣候變率與變化的指示。

## 发展简史
冰川学是从研究山岳冰川开始的，经过一段时期的研究以后才开始对大陆冰盖的研究，其研究发展可分成三个阶段。

### 初创阶段
冰川学起源于欧洲学者对阿尔卑斯山冰川的研究。

### 大陆冰盖研究阶段
J.P.科赫（J. P. Koch）和阿爾弗雷德·魏格納于1911年横贯格陵兰岛大冰盖，开创了大陆冰盖冰川学的研究。

### 综合研究階段
第二次世界大战后，国际合作、多领域研究促进了冰川学的发展。
中国冰川的研究始于1958年。

## 分支学科
- 物理冰川学
- 水文气候冰川学
- 地质地貌冰川学